# Miguel Calderón Gómez
Miguel Calderón Gómez (Havana, 30 de outubro de 1950) é um ex-basquetebolista cubano que integrou a Seleção Cubana que conquistou a Medalha de Bronze disputada nos XX Jogos Olímpicos de Verão realizados em Munique em 1972.